# Wasyl Kaczur
Wasyl Mychajłowycz Kaczur (ukr. Василь Михайлович Качур, ros. Василий Михайлович Качур, Wasilij Michajłowicz Kaczur; ur. 4 sierpnia 1974 w Tużyłowie) – ukraiński piłkarz występujący na pozycji obrońcy lub pomocnika, trener piłkarski.

## Kariera klubowa
Rozpoczął karierę piłkarską w białoruskim zespole Tarpieda Mohylew. Na przełomie października i listopada 1993 roku występował w drużynie Medyk Morszyn. Latem 1994 roku przeszedł do Chimika Kałusz. W lipcu 1998 roku zasilił skład Borysfena Boryspol. Latem 2003 roku został graczem Spartaka Iwano-Frankiwsk. Latem 2006 roku przeniósł się do Enerhetyka Bursztyn, w którym zakończył karierę piłkarską. Potem grał w amatorskich zespołach, m.in. KRONO-Karpaty Broszniów-Osada.

## Kariera trenerska
Po zakończeniu kariery piłkarskiej rozpoczął pracę szkoleniową. Najpierw trenował amatorski zespół KRONO-Karpaty Broszniów-Osada, z którym zdobył mistrzostwo obwodu, a następnie FK Kałusz.

## Sukcesy

### Jako trener
Karpaty Broszniów-Osada
- mistrzostwo obwodu iwanofrankowskiego: 2014

### Indywidualne
- najlepszy trener mistrzostw obwodu iwanofrankowskiego: 2014